# Aubie-et-Espessas
Aubie-et-Espessas (en gascón Aubía e Espessàs) era una comuna francesa situada en el departamento de Gironda, en la región de Nueva Aquitania, que el 1 de enero de 2016 pasó a ser una comuna delegada de la comuna nueva de Val-de-Virvée al fusionarse con las comunas de Saint-Antoine y Salignac.
La localidad tiene una población estimada, en 2019, de 1393 habitantes.

## Demografía
| Gráfica de evolución demográfica de Aubie-et-Espessas entre 1800 y 2019 |
|                                                                         |

Los datos demográficos contemplados en este gráfico de la comuna de Aubie-et-Espessas se han cogido de 1800 a 1999 de la página francesa EHESS/Cassini, y los demás datos de la página del INSEE.